# Spargelminierfliege

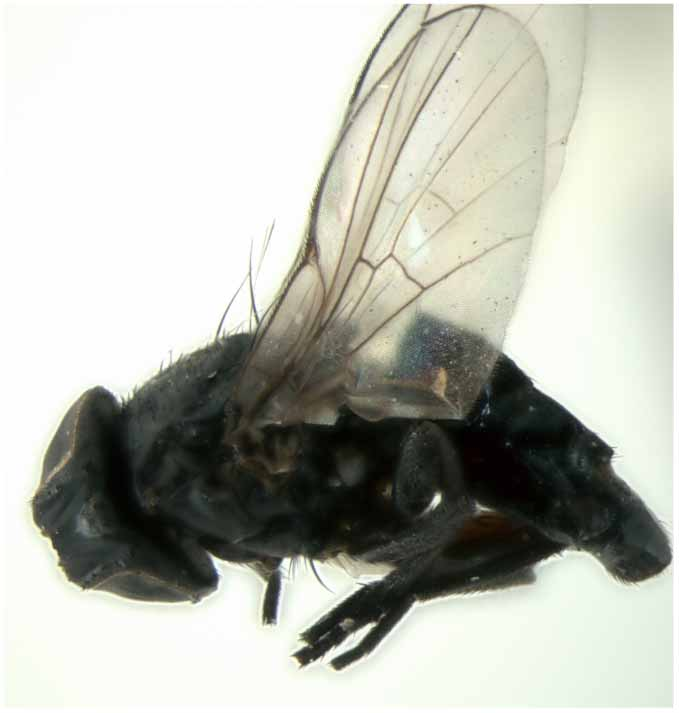
Präparat

Die Spargelminierfliege (Ophiomyia simplex, Syn.: Hexomyza simplex) ist eine Fliege aus der Familie der Minierfliegen (Agromyzidae).

## Merkmale
Die schwarzen, buckelig geformten Fliegen erreichen eine Länge von 2,5–3,5 mm. Die Larven sind weiß und haben eine Länge von etwa 4 mm.

## Verbreitung
Die Art kommt in Deutschland, Großbritannien, Dänemark, Polen, Frankreich, Italien und Ungarn vor. Die Art findet man im Umkreis von Spargelanbaugebieten.

## Lebensweise
Die Fliegen sind bivoltin, das heißt, sie bilden zwei Generationen pro Jahr. Die Art überwintert gewöhnlich als Puppe. Die ersten adulten Fliegen erscheinen ab Mitte Mai. Die Eiablage findet an der Oberfläche der Spargelpflanze (Asparagus officinalis) geringfügig oberhalb des Erdbodens statt. Die geschlüpften Larven minieren im Stängel der Pflanze. Die Mine führt etwa 30 cm nach oben und wendet sich anschließend wieder nach unten. Die Verpuppung findet innerhalb der Mine statt. Üblicherweise befinden sich mehrere Minen an derselben Pflanze. Dies kann die Pflanze erheblich schädigen und zu deren Tod führen. Die adulten Fliegen haben eine Lebenserwartung von wenigen Tagen.

## Taxonomie
In der Literatur finden sich folgende Synonyme:
- Hexomyza simplex (Loew, 1869)
- Agromyza simplex Loew, 1869
- Melanagromyza simplex